# Gighera
Gighera est une commune roumaine située dans le județ de Dolj.